# Raadeite
La raadeite è un minerale, analogo all'allactite con prevalenza di magnesio e di ione fosfato.

## Etimologia
Il nome è in onore del mineralogista norvegese Gunnar Raade (1944- ), per i suoi contributi alla conoscenza dei fosfati di magnesio.